# 4 месяца, 3 недели и 2 дня
«4 месяца, 3 недели и 2 дня» (рум. 4 luni, 3 săptămâni şi 2 zile) — румынский художественный фильм 2007 года, поставленный режиссёром Кристианом Мунджиу. Фильм рисует один день из жизни двух университетских подруг в Румынии времён Чаушеску (1987 год). Одна из девушек на 2-й день 3-й недели 4-го месяца своей беременности пытается сделать нелегальный аборт, однако в центре фильма оказывается не сам этот акт, а тихое самопожертвование её подруги. Фильм стал лауреатом премии «Золотая пальмовая ветвь» 60-го Каннского кинофестиваля.

## Сюжет
Действие фильма происходит в 1987, в последние годы правления Николае Чаушеску и представляет типичную ситуацию в Румынии тех лет. Главные героини — две университетские подруги, приехавшие в Бухарест из провинции и живущие в общежитии одного из политехнических вузов столицы. Одна из них — Гэбица Дрэгуц, забеременев, решается на нелегальный аборт, поскольку аборты в Румынии были запрещены. Из-за затягивания с прерыванием беременности, нехватки денег и своей безалаберности, Гэбица соглашается сделать аборт у практически случайного человека с обманчиво забавным именем Бебе. Её подруге приходится компенсировать нехватку денег оказанием ему услуг сексуального характера. Драма разворачивается преимущественно в психологическом плане и имеет несколько незавершённый характер. Главной героиней становится не сама Гэбица, а её подруга, взявшая весь риск на себя.

## В ролях
| Актёр              | Роль                              |
| ------------------ | --------------------------------- |
| Анамария Маринка   | Отилия                            |
| Лаура Василиу      | Гэбица Дрэгуц                     |
| Влад Иванов        | господин Бебе                     |
| Александру Поточан | Ади Раду                          |
| Ади Карауляну      | господин Раду (отец Ади)          |
| Луминица Георгиу   | госпожа Раду (мать Ади)           |
| Мадалина Гитеску   | Дора                              |
| Ион Сапдару        | доктор Русу                       |
| Теодор Корбан      | регистратор в гостинице «Unireal» |

## Прокат
Фильм был снят менее чем за 600 тысяч евро. Он задумывался как сатирическая лента под названием «Сказки золотого века»; от этих замыслов осталась бодрая песня социалистических времён в заключительных титрах. После дебюта на фестивале 2007 в городе Канны (Франция) фильм вышел на румынские экраны 1 июня 2007 года (премьера — на Международном Трансильванском кинофестивале). В международный кинопрокат фильм вышел полностью на румынском языке с субтитрами на языке стран показа картины.

## Анализ
- Ведомости: «Сетований на тему „убиения нерождённых“ в филигранном, деликатном, скупом и простом фильме нет и в помине. Он… фиксирует маленькое чудо соучастия, сочувствия, сострадания в бытовых и всё равно невыносимых обстоятельствах».[4]
- Village Voice: «шокирующий своей будничностью фильм ужасов… столь же обесцвеченный, как и лица его героинь… путешествие на край ночи…»[5]
- The New York Times: «завораживающее и заворожённое интеллектуальное и эстетическое достижение… камера не следует за действием, а сама по себе служит выражением сознания»[6].
- Коммерсантъ (Андрей Плахов): «Такие фильмы, как „4 месяца, 3 недели и 2 дня“, снимаются за мизерные деньги, на как будто бы неактуальные темы, они лишены спецэффектов и прочих красивостей — и тем не менее в них есть большой стиль большого кино. Надо было прожить 20 постреволюционных лет не в объятиях гламура и не в смаковании „чернухи“, а как-то иначе, чтобы прийти к такому мудрому взгляду на прошлое — без идеализации, но и без демонизации тоже»[7].

Киноэксперты, как правило, относят фильм Мунджиу к «новому румынскому кино». Чаще других фильмов его сравнивают с комедией «Смерть господина Лазареску» (2005), которую снял тот же оператор, Олег Муту. В обоих фильмах каждая сцена представляется снятой за один дубль, создавая впечатление, что действие фильма разворачивается перед глазами зрителя в реальном времени. Отсутствие монтажных склеек внутри сцен отмечает, в частности, Роджер Эберт, который видит в этом знак проведённой режиссёром скрупулёзной работы над выстраиванием мизансцен.
Другие параллели — такие европейские парадокументалисты, как братья Дарденн, Кен Лоуч, Майк Ли (хотя даже по весьма жёстким стандартам последнего, отмечает Эберт, обывательское празднество у госпожи Раду производит впечатление «шоу ужасов»).

### Актёрские работы
Роджер Эберт, обсуждая запредельный инфантилизм героини Василиу, назвал её «самой беспомощной женщиной, когда-либо выведенной в главной роли в фильме о беременности».
Актёрская работа Маринки была оценена The New York Times как «сенсация», особо отмечался её «безупречный контроль» над образом. Сходное мнение высказывает кинообозреватель Village Voice: для него работы обеих румынских актрис находятся в своей убедительности «по ту сторону натуралистичности». В сцене празднования дня рождения госпожи Раду, когда Отилия зажата между чужих людей, засыпающих её своими бессмысленными репликами, в воздухе разлито «отчуждение классовое, межполовое и межпоколенческое».

### Кинематографическая манера
Манола Даргис в The New York Times отмечает гиперреализм Мунджиу: поначалу плохо освещённые коридоры с лающими собаками и звуками бьющихся бутылок представляются случайной вырезкой из повседневной жизни, а не результатом сознательного художественного выбора создателей фильма, но по прошествии времени зритель начинает находить особый смысл в словах и в долгих паузах между ними. Последовательность художнического взгляда — подолгу зависающие паузы, полное отсутствие закадровой музыки — создаёт невероятный уровень напряжения по мере того, как режиссёр проводит зрителя через «лабиринты чёрных как смоль улиц и ещё более тёмных людских поступков». В центре внимания камеры всё время остаётся Отилия, при этом режиссёр воздерживается от оценок, морализаторских речей и даже крупных планов её лица.

### Основная тема
Хотя центральным событием фильма является аборт, Мунджиу не высказывает напрямую своего мнения, предоставляя зрителю самому судить, что ужаснее для женщины — сам этот акт или невозможность осуществить его в достойных условиях. Сравнивая ленту Мунджиу с вышедшим незадолго до неё немецким фильмом «Жизнь других», многие критики полагали, что румынская картина также заострена против тоталитарного режима Чаушеску, ибо наглядно высвечивает царившую в нём атмосферу тотальной лжи, недоверия и страха. Рецензент нью-йоркского Village Voice отмечает, что действие происходит в «обществе, где мало что функционирует и никакое действие (даже захлопывание дверцы автомобиля) не обходится без затруднений». Между тем в опубликованных интервью режиссёр отрицает подобный редукционизм. Его занимает не столько обличение отжившего своё режима, сколько шероховатая судьба главных героинь, в особенности — тема мучительного взросления одной из них:

«Ужасы социализма не заслоняют той внутренней слепоты и инерции, которых одной из героинь так и не удастся преодолеть, зато другая переплавит в неоценимый человеческий опыт».— Андрей Плахов

## Награды
- 2007 — «Золотая пальмовая ветвь» Каннского кинофестиваля.
- 2007 — приз ФИПРЕССИ на Каннском кинофестивале.
- 2007 — кипоприз Национальной образовательной системы Франции на Каннском кинофестивале.
- 2007 — приз ФИПРЕССИ в категории «Фильм года» на Сан-Себастьянском кинофестивале.
- 2007 — премия «Бронзовая лошадь» в категории «Фильм года» на Стокгольмском кинофестивале.
- 2007 — награда Анамарии Маринке в категории «Лучшая актриса» на Стокгольмском кинофестивале.